# Instituto Nacional de Estadísticas (Chili)
Pour les articles homonymes, voir INE.
L'Instituto Nacional de Estadísticas (en espagnol Institut national de la statistique) ou INE est l'organisme officiel, chargé de l'élaboration et de la communication des statistiques démographiques, économiques et sociales au Chili. C'est un organisme public rattaché au Ministère de l'économie, du développement et du Tourisme du Chili. Son siège est dans la capitale du pays Santiago du Chili. En 2015 son budget était d'environ 38 992 millions pesos et il employait environ 1 100 personnes. Il a été créé sous le gouvernement Manuel Bulnes par un décret daté du 27 mars 1843 dans le but d'effectuer le premier recensement du pays. Depuis son activité s'est élargi à la production de nombreux indicateurs destinés à évaluer le fonctionnement de l'économie avec des périodicités pouvant descendre au mois.